# Софієвка (Міякинський район)
Софі́євка (рос. Софиевка, башк. Софиевка) — присілок у складі Міякинського району Башкортостану, Росія. Входить до складу Каранівської сільської ради.
Населення — 136 осіб (2010; 201 в 2002).
Національний склад:
- башкири — 42%